# جرج اولنبک
 جرج اولِنبک (هلندی: George Uhlenbeck؛ زاده ۶ دسامبر ۱۹۰۰ – درگذشته ۳۱ اکتبر ۱۹۸۸) یک دانشمند اهل هلند بود.